# Monastère de Trochalá
Le monastère de Trochalá (grec moderne : μονή Τροχαλά) est un ancien monastère situé dans la région du Mont Athos, en Grèce.

## Histoire
Tirant son nom de celui de son fondateur, Ioakím Trochalás (grec moderne : Ιωακείμ Τροχαλάς), le monastère est mentionné dans un document datant du début du XIe siècle. Sa dernière mention en tant que monastère actif date du XIIe siècle. Suite á son déclin, il est converti en tant que kelí, connu sous le nom d'« Ágios Nikólaos Trochalás », aujourd'hui propriété du monastère de Vatopedi.